# Résolution 959 du Conseil de sécurité des Nations unies
Membres permanents
- Chine
- États-Unis
- France
- Royaume-Uni
- Russie

Membres non permanents
- Argentine
- Brésil
- Djibouti
- Espagne
- Nigéria
- Nouvelle-Zélande
- Oman
- Pakistan
- République tchèque
- Rwanda

Résolution no 958 Résolution no 960
La résolution 959 du Conseil de sécurité des Nations unies, adoptée à l'unanimité le 19 novembre 1994, après avoir rappelé toutes les résolutions sur la situation en Bosnie-Herzégovine, y compris les résolutions 824 (1993) et 836 (1993), a discuté des efforts de la Force de protection des Nations unies. (FORPRONU) pour assurer la mise en œuvre des résolutions du Conseil de sécurité dans les zones de sécurité en Bosnie-Herzégovine. Elle a également condamnée les violations de la frontière internationale entre la Croatie et la Bosnie-Herzégovine, et exigé le strict respect de ladite frontière par toutes les parties, en particulier par les forces serbes de Krajina, tenue de s'abstenir d'entreprendre toutes actions hostiles à travers cette frontière.
Le Conseil de sécurité a réaffirmé la nécessité d'un règlement entre les parties bosniennes et a condamné les Serbes de Bosnie pour avoir rejeté un règlement territorial. Des préoccupations ont été exprimées quant à l'escalade des combats autour de Bihać et de sa zone de sécurité, ainsi qu'au déplacement de personnes qui en a résulté. Il a réaffirmé les appels antérieurs lancés aux parties pour qu'elles cessent les hostilités qui pourraient conduire à une nouvelle escalade des tensions, ainsi que la nécessité d'un cessez-le-feu urgent. L'importance de Sarajevo en tant que centre multiculturel, multiethnique et religieux a été soulignée. La déclaration de l'Union européenne, de la Russie, du Royaume-Uni et des États-Unis et leur engagement à renforcer le régime des zones de sécurité ont été pris en compte.
Les hostilités en Bosnie-Herzégovine et les violations de sa frontière internationale avec la Croatie, notamment par les forces de l'autorité de fait se disant république serbe de Krajina, qui occupe une partie de la Croatie proche du Nord-Ouest de la Bosnie-Herzégovine, prêt de la zone de sécurité de Bihać, ont suscité des inquiétudes. Toutes les parties ont été invitées à coopérer avec la FORPRONU pour garantir la mise en œuvre des résolutions du Conseil de sécurité sur les zones de sécurité. Le secrétaire général Boutros Boutros-Ghali a été interrogé sur d'éventuelles mesures supplémentaires pour stabiliser la situation à Bihać. Le secrétaire général et la FORPRONU étaient tenus de poursuivre les négociations avec les parties bosniennes concernant la démilitarisation de Sarajevo et le rétablissement d'une vie normale dans la ville conformément à la résolution 900 (1994). Enfin, le secrétaire général a été prié de faire rapport au Conseil avant le 1er décembre 1994 sur la mise en œuvre de cette résolution.

## Voir également
- Guerre de Bosnie-Herzégovine
- Dislocation de la Yougoslavie
- Guerre de Croatie
- Guerres de Yougoslavie